# Thallarcha chrysochroa
Thallarcha chrysochroa là một loài bướm đêm thuộc phân họ Arctiinae, họ Erebidae.